# Aeroporto di Capua
L'Aeroporto di Capua (IATA: QIJ, ICAO: LIAU) era un aeroporto militare passato al demanio civile. Il 24 luglio 2008 è stato intitolato alla medaglia d'oro al valor militare pilota Oreste Salomone.

## Storia
L'aeroporto è stato fino all'agosto del 1943 sede della Scuola di Volo dell'Accademia Aeronautica, basata all'epoca alla Reggia di Caserta che utilizzava i Breda A.4, dal 1928 i Breda A.9, dal 1929 i Breda Ba.15, dal 1930 i Breda Ba.19 e dal 1932 i Breda Ba.25, ma questa particolare funzione addestrativa venne sospesa durante gli ultimi anni della seconda guerra mondiale e cessò del tutto nel 1961, data di costituzione della Scuola Volo Basico Avanzato Elica (presso il 70º Stormo Giulio Cesare Graziani) con base presso l'aeroporto di Latina, da allora scuola per il conseguimento del brevetto di aeroplano per tutti i futuri piloti militari.
Nel luglio 2008 l'aeroporto è stato dismesso dal Ministero della difesa, assegnato all'ENAC e nell'agosto dello stesso anno la pista è stata oggetto di prove di compatibilità in atterraggio e decollo da parte di un Lockheed C-130 Hercules e di un Alenia C-27J Spartan della 46ª Brigata Aerea di Pisa.
Nel Luglio 2018 l'aeroporto è stato affidato, tramite bando di gara, alla società Sky Services SpA.
Il 30 aprile 2019 l’ENAC ha determinato la revoca del bando di gara per l’affidamento in concessione ventennale della gestione dell’aeroporto “O. Salomone” di Capua alla società Sky Services SpA, ai sensi del Regolamento ENAC recante “Affidamento Aeroporti Demaniali per l’Aviazione Generale” Ed.1 em.1 del 22 dicembre 2016, inviato per la pubblicazione sulla GUUE in data 11 novembre 2017, pubblicato sulla Gazzetta Ufficiale della Repubblica Italiana n. 133, 5ª serie speciale del 17 novembre 2017, nonché il disciplinare e la documentazione di gara, con conseguente caducazione di tutti gli atti derivati.

## Infrastrutture
La struttura, caduta lentamente in declino a causa dei continui riassetti dell'Aeronautica Militare, ha assunto dopo gli anni Sessanta quasi esclusivamente un'importanza turistica, grazie alla presenza dell'Aeroclub di Capua-Terra di Lavoro, situato nel territorio comunale di Capua, a pochi chilometri dal centro cittadino.
Nelle immediate vicinanze sono sorti, in tempi diversi, il Centro Italiano Ricerche Aerospaziali (CIRA), la Tecnam, l'Oma-Sud e la caserma Oreste Salomone, sede del Raggruppamento Unità Addestrative dell'Esercito Italiano, incaricato di formare i volontari della forza armata, sorta sulle ceneri della zona logistica del vecchio aeroporto.
È previsto da parte dell'ENAC il rifacimento della pista da erba in asfalto tramite Bando di gara - Lavori di realizzazione della pavimentazione della
pista in erba ed opere complementari presso l'aeroporto Oreste Salomone di Capua, del 20 novembre 2019.

## Attività corrente
L'aerodromo è chiuso a tutto il traffico eccetto aeromobili di base, previa autorizzazione dell'ufficio operazioni dell'aeroporto di Caserta-Grazzanise e disponibilità del servizio antincendio.
L'aeroporto ospita da sempre la scuola di volo dello storico Aeroclub città di Capua "Maurizio e Vittorio De Stasio". In tempi diversi, sono nati il Centro Italiano Ricerche Aerospaziali (CIRA), la Costruzioni Aeronautiche Tecnam che dal 2019 ha costituito anche la scuola di volo “Tecnam Flight Academy” che addestra piloti sportivi e professionali ed infine, in ordine temporale, la scuola di volo Sky Services Flight Academy.